# Флаг Молдавской Демократической Республики
Флаг Молдавской Демократической Республики (рум. „steagul naţional”, „steagul românesc”, „drapelul Basarabiei”, „drapelul Republicii Moldoveneşti”) — государственный символ республики, наряду с гербом и гимном. Флаг официально не утверждён.

## История
По сообщениям молдавских источников, флагом Республики был триколор из синей, жёлтой и красной горизонтальных полос. «Духовным автором» этого флага называют Павла Горе — лидера Молдавской национальной партии.
По данным архива М. В. Ревнивцева, также использовался флаг в виде красно-синего полотнища, порядок цветов которого не был установлен: его могли вешать вверх любой стороной: как красной, так и синей. Часто его получали с помощью выпарывания белой полосы из российского флага. Эти цвета флага предусматривались Органическим регламентом 1832 года для Западной Молдавии. Схожий флаг был у Буковины до 1918 года.
«Сфатул Цэрий» (рум. Sfatul ţării — «Совет края») имел знамя аналогичных цветов с надписью «Sfatul ţării» на синей полосе. Посередине на жёлтой и красной полосах располагался герб. На обороте этого знамени была надпись, вышитая золотыми нитями: «Республика Молдавская демократическая и независимая» (рум. Republica Democratică Moldovenească şi independentă) и герб располагался посередине — на жёлтой полосе.
Существовало ещё знамя, которое иногда называют военным флагом. Это был триколор, похожий на знамя Сфатул Цэрий, но в центре находились две вышитые золотом буквы «RM» (Republica Moldova — Республика Молдова). Это полковое знамя 1918 года. На обороте вышито Regimentul. 1. Infant. — «Первый пехотный полк».
Флаг МДР официально не был утверждён. В архиве Кишинёва имеется документ о подготовке закона о государственном флаге и гербе. 29 января 1918 года министр путей сообщения Молдавской республики Николае Н. Босие-Кодряну на заседании Совета министров сделал устный доклад о необходимости разработки проекта закона о национальном флаге и национальном гербе для его представления в Совет края. Было предложено Министерству во главе с Н. Н. Босие-Кодряну подготовить состав комиссию для проработки этого вопроса. После голосования 27 марта о присоединении к Румынии вопрос государственных символов отпал сам собой.
В начале 1918 года территория вошла в состав Румынии, и, соответственно, флаг Румынии стал единственным флагом на территории всей страны. Использовался до июня 1940 года, когда территория вошла в состав СССР.
- Знамя «Сфатул Цэрий». Лицевая сторона
- Знамя «Сфатул Цэрий». Вероятно, оборотная сторона
- Знамя пехотного полка, лицевая сторона. 1918 год
- Знамя пехотного полка, оборотная сторона. 1918 год